# Stangeella cyaniventris
Stangeella cyaniventris (Guérin-Méneville, 1831) è una specie di imenotteri apoidei della famiglia dei Sphecidae. È  l'unico membro del genere Stangeella e della sottofamiglia Stangeellinae.

## Descrizione
Le dimensioni di questo apoideo vanno da 14 a 25 mm. È quasi totalmente nero ad eccezione della faccia che presenta peli argentei e del gastro blu-nero. Le ali hanno riflessi verdi o blu.

## Biologia
Scava nidi in terra costituiti da 4 a 6 celle e vanno da 10 a 15 cm di profondità. La tana verrà chiuso con un sasso prima che inizi la ricerca di prede costituite totalmente da mantidi specialmente Coptopteryx crenaticollis e a volte Coptopteryx gayi.
Le prede vengono paralizzate e poi portate fino al nido afferrandone il protorace con le mandibole. Verrà poi deposto un uovo alla base delle zampe anteriori della mantide e crescerà fino allo stadio adulto cibandosi delle prede paralizzate. All'interno di ogni cella vi sono tra le 5 le 8 mantidi (sia neanidi che adulte).

## Distribuzione
La specie è presente solo in Sud America.